# Kastelholms slott

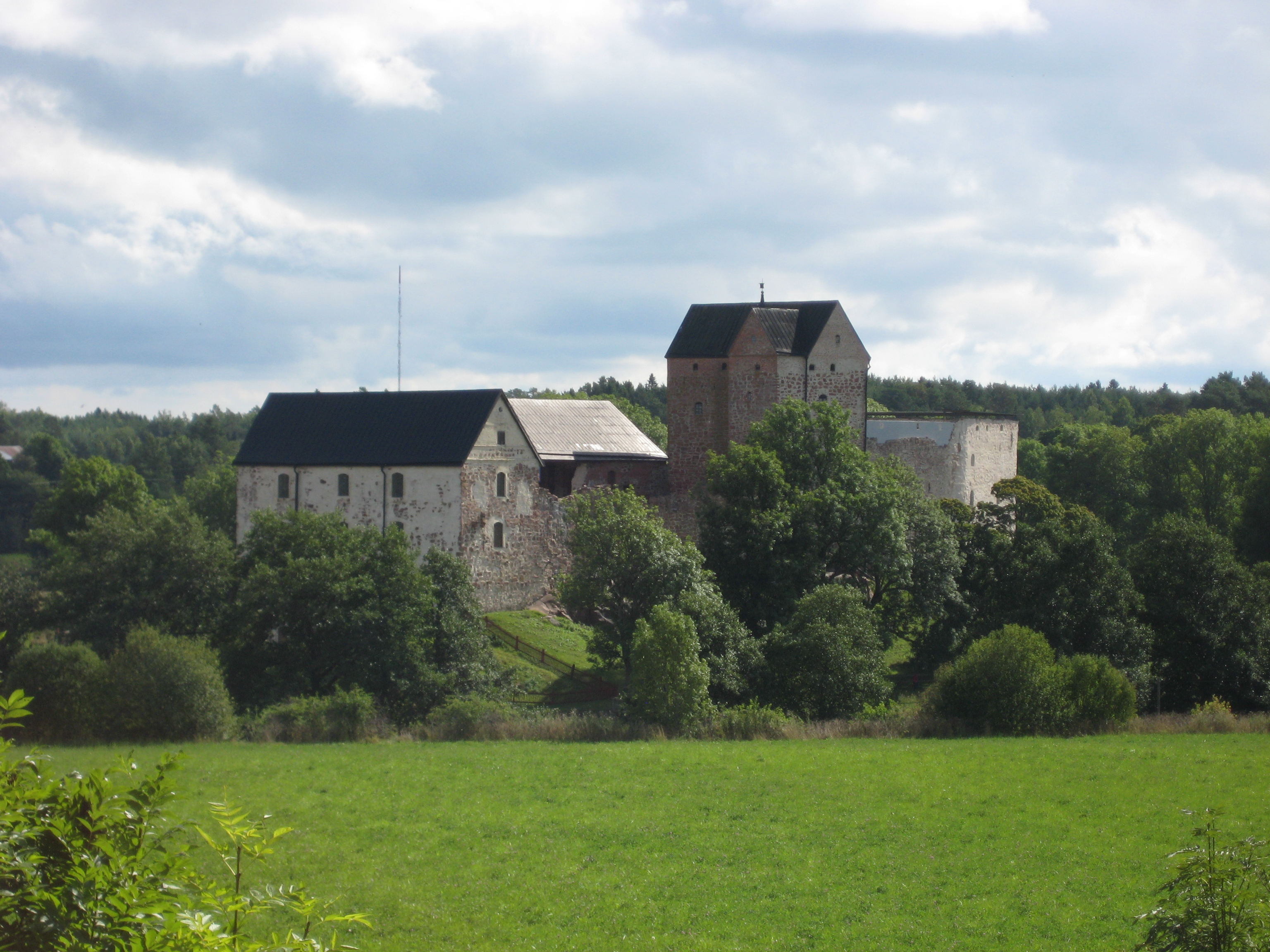
Kastelholms slott från nordväst

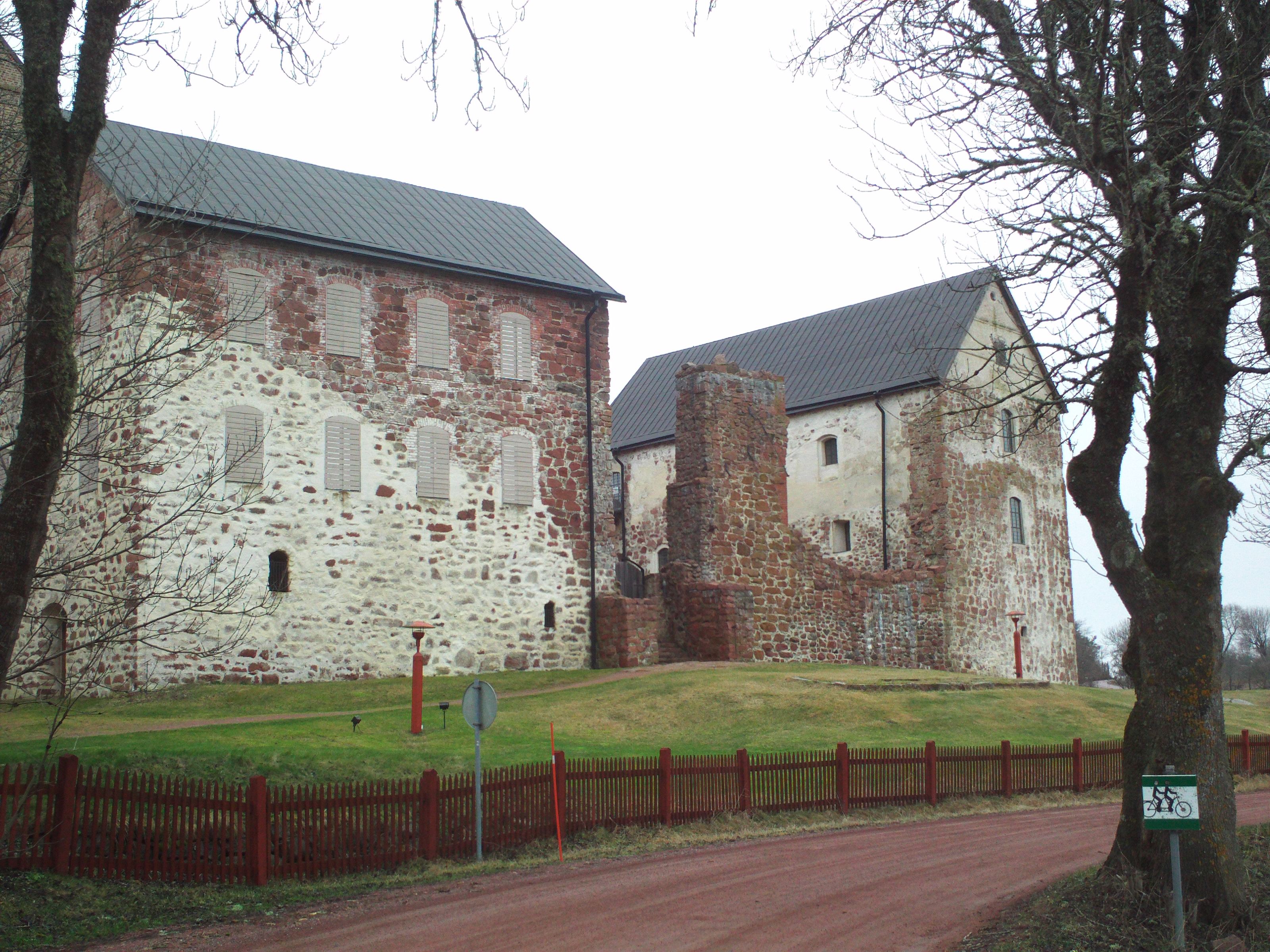
Kastelholms slott från sydost

Kastelholms slott är en välbevarad slottsruin i Sunds kommun på Åland. Det är Ålands enda medeltida borg och nämndes första gången i skrift 1388. På grund av sitt strategiska läge mitt i det dåtida svenska riket har borgen belägrats flera gånger, bland annat under Engelbrektsupproret.

## Historia
Kastelholms borg omnämndes första gången skriftligt i bouppteckningen efter Bo Jonsson Grip år 1388. Under de följande seklen spelade slottet en viktig roll i rikets politik och försvar.

### 1400-talet
År 1419 tilldelades Bengt Pogwisch slottet som förläning. Efter hans död 1432 ärvdes det av hans änka Ida Königsmarck och son Otto Pogwisch. Mellan 1431 och 1437 hölls slottet av en finsk här under Erik Puke. Senare löstes det in av Hans Kröpelin och övertogs därefter av Karl Knutsson. Knut Jönsson Posse nämns som hövitsman under viborgska smällen.

### Vasatiden
Erik Johansson (Vasa) var hövitsman på slottet 1504–1505. Slottet brändes av danska trupper 1507 och hölls av Danmark 1510–1521. Gustav Vasa återtog slottet och använde det som jaktslott. År 1556 tilldelades det hans son Johan III. 1571 fördes Erik XIV dit som fånge. Katarina Stenbock innehade slottet till 1603.

### 1600-talet och förfall
1599 intogs slottet av Sigismunds anhängare men återtogs av Karl IX. Salomon Ille avrättades. Gustav II Adolf besökte slottet 1616 och 1622. Efter bränder 1619 och 1745 förlorade slottet sin betydelse och förföll. På 1780-talet inrättades Vita Björn som kronohäkte.

## Byggnaden
Kastelholm uppfördes på en holme med naturliga skydd av vatten. De äldsta delarna är från 1300-talet och omfattar ett kärntorn och ringmur i gråsten. Under 1400-talet tillkom förborg och senare tegelbyggen. På grund av landhöjningen omges slottet idag endast delvis av vatten.

## Bevarande
I slutet av 1800-talet började slottet restaureras. En större restaurering gjordes 1982–2001. Idag fungerar slottet som museum tillsammans med Vita Björn och friluftsmuseet Jan Karlsgården.

## Galleri

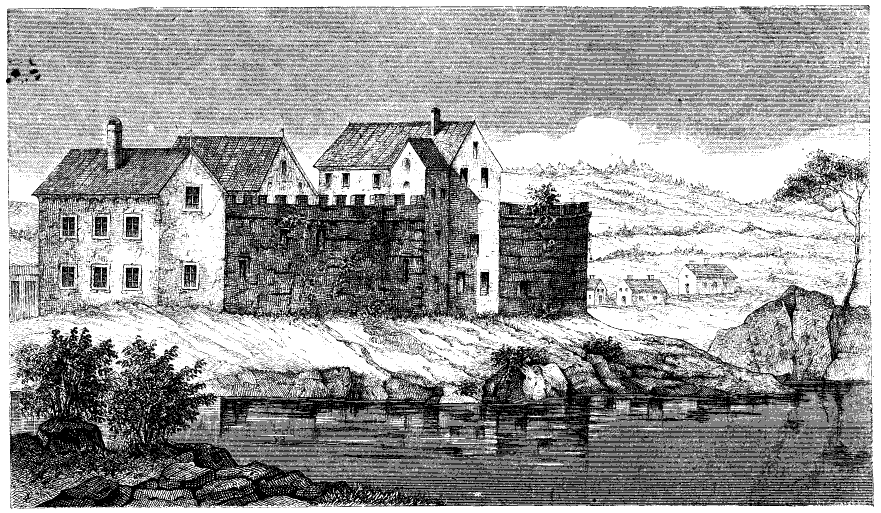
Slottet på sent 1600-tal
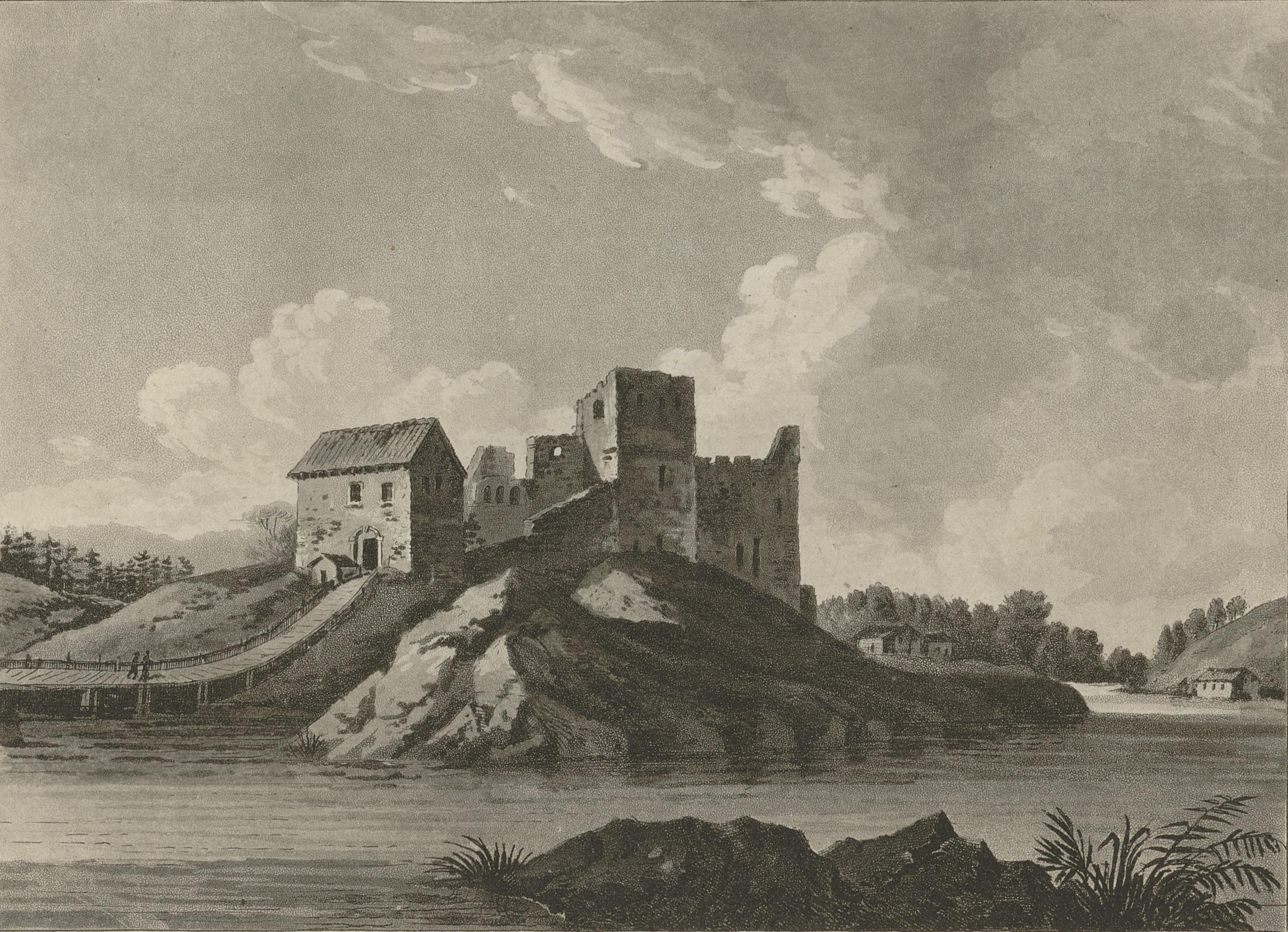
Teckning från 1802
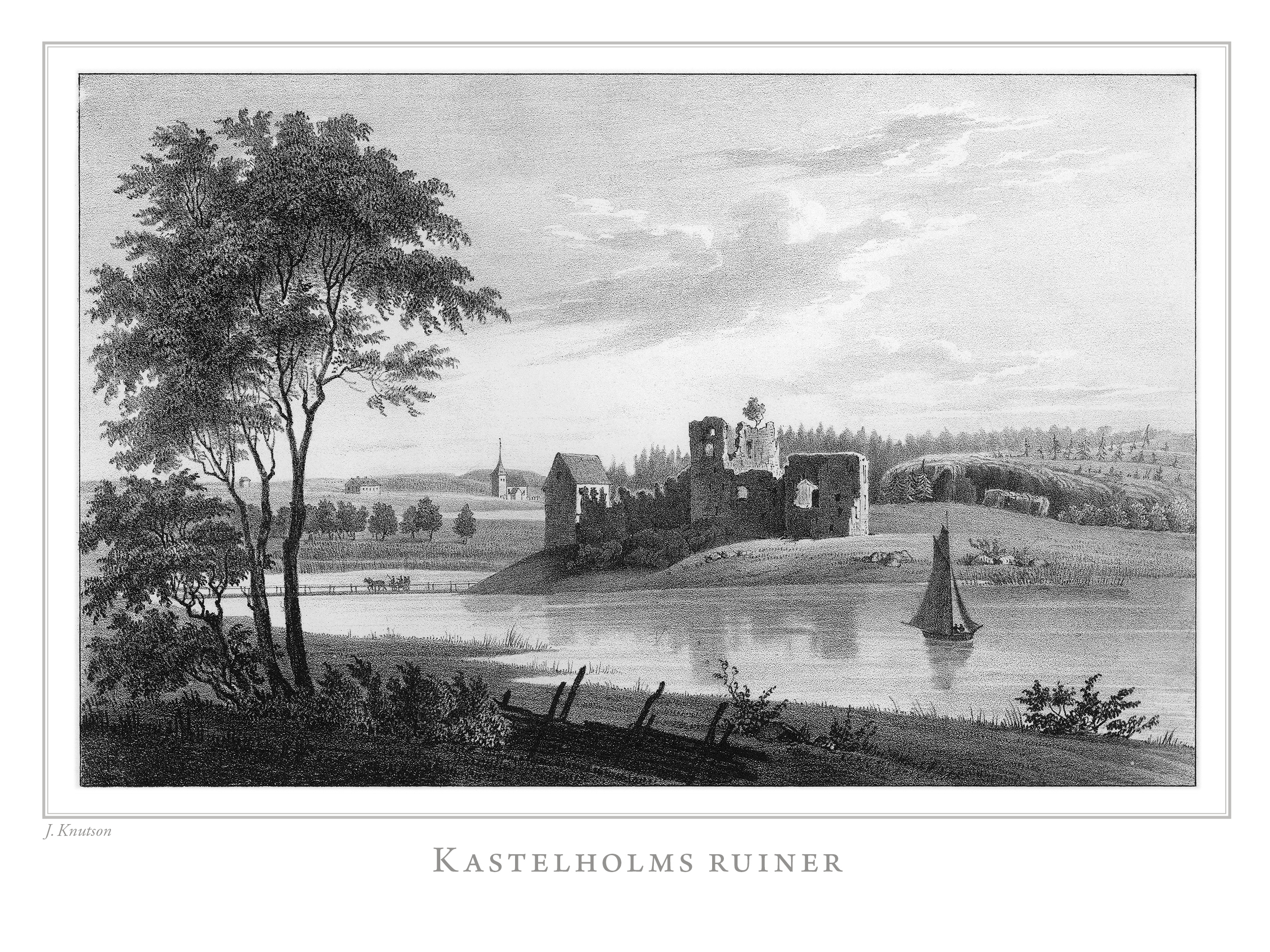
Litografi av ruinerna (1845–1852)
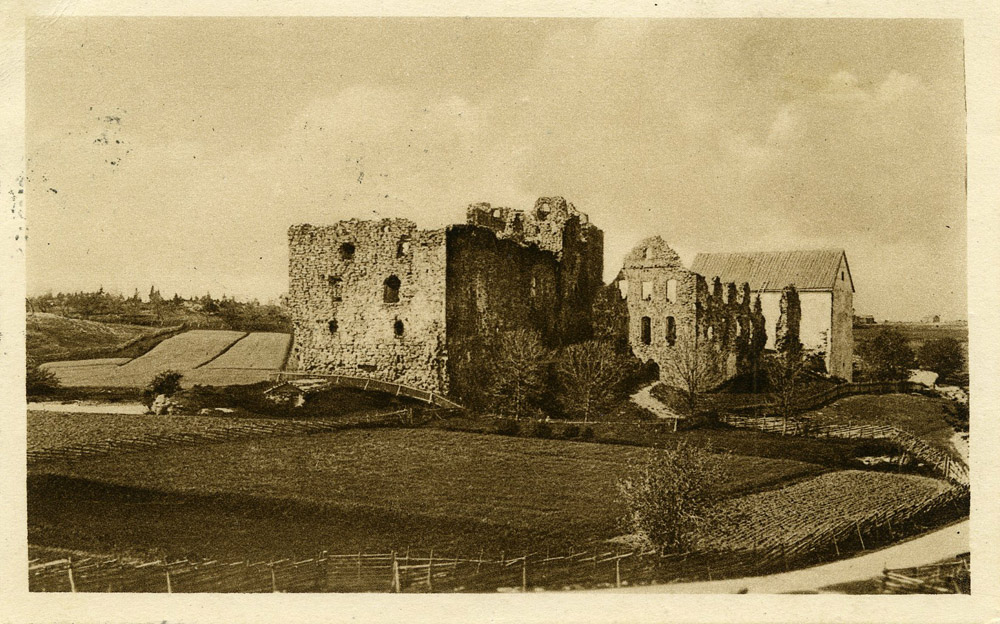
Slottet 1890
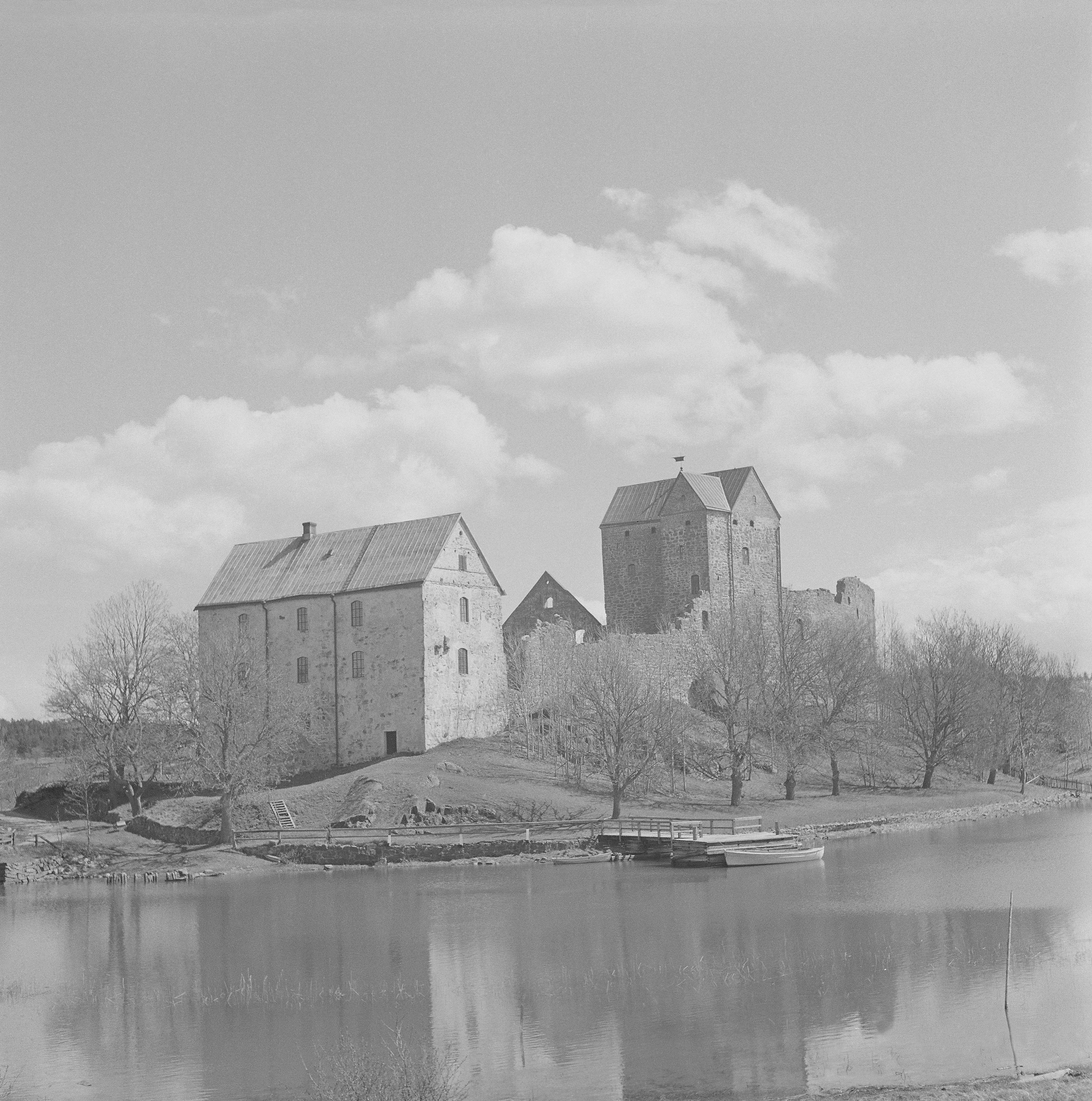
Slottet 1944
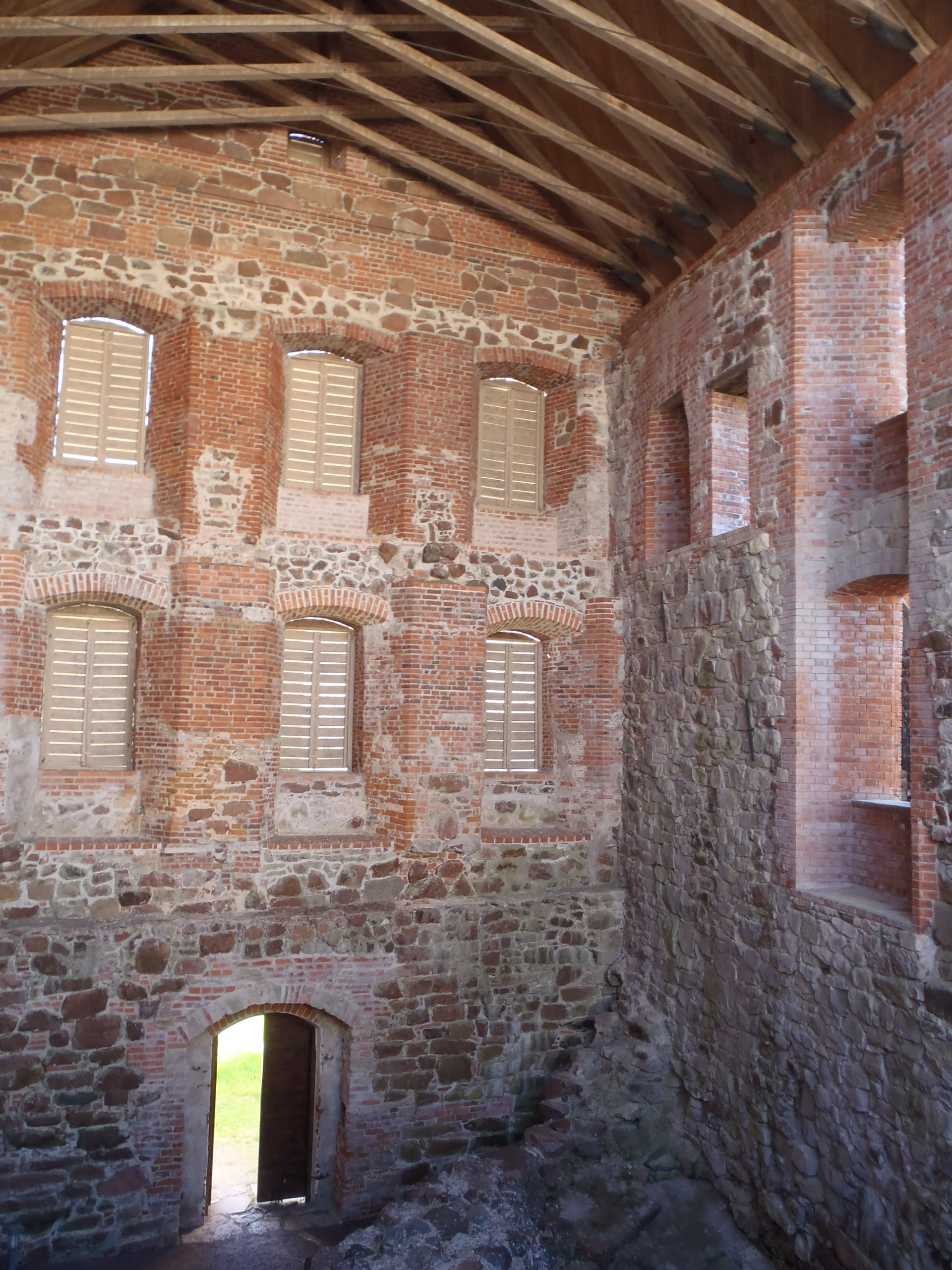
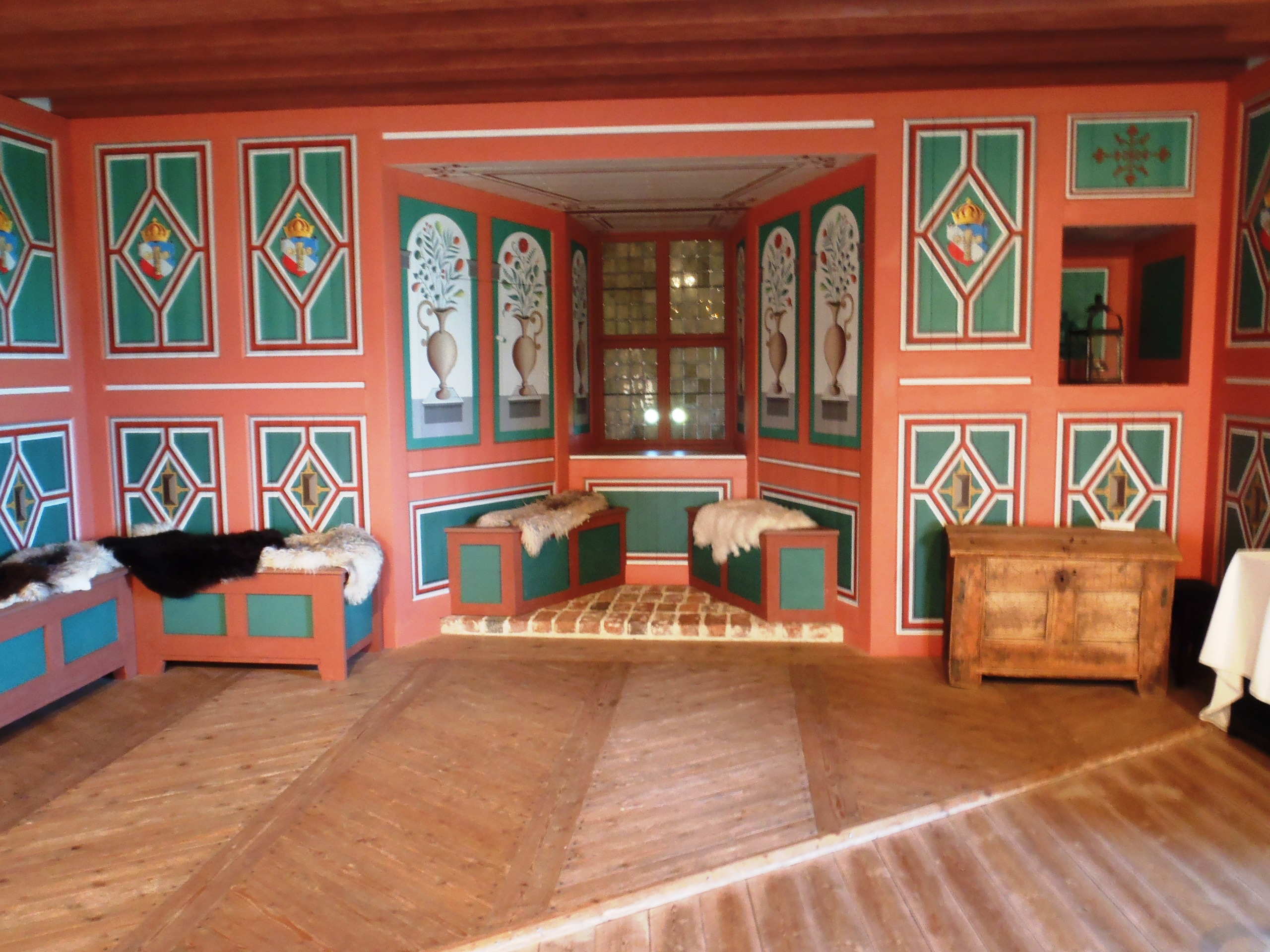
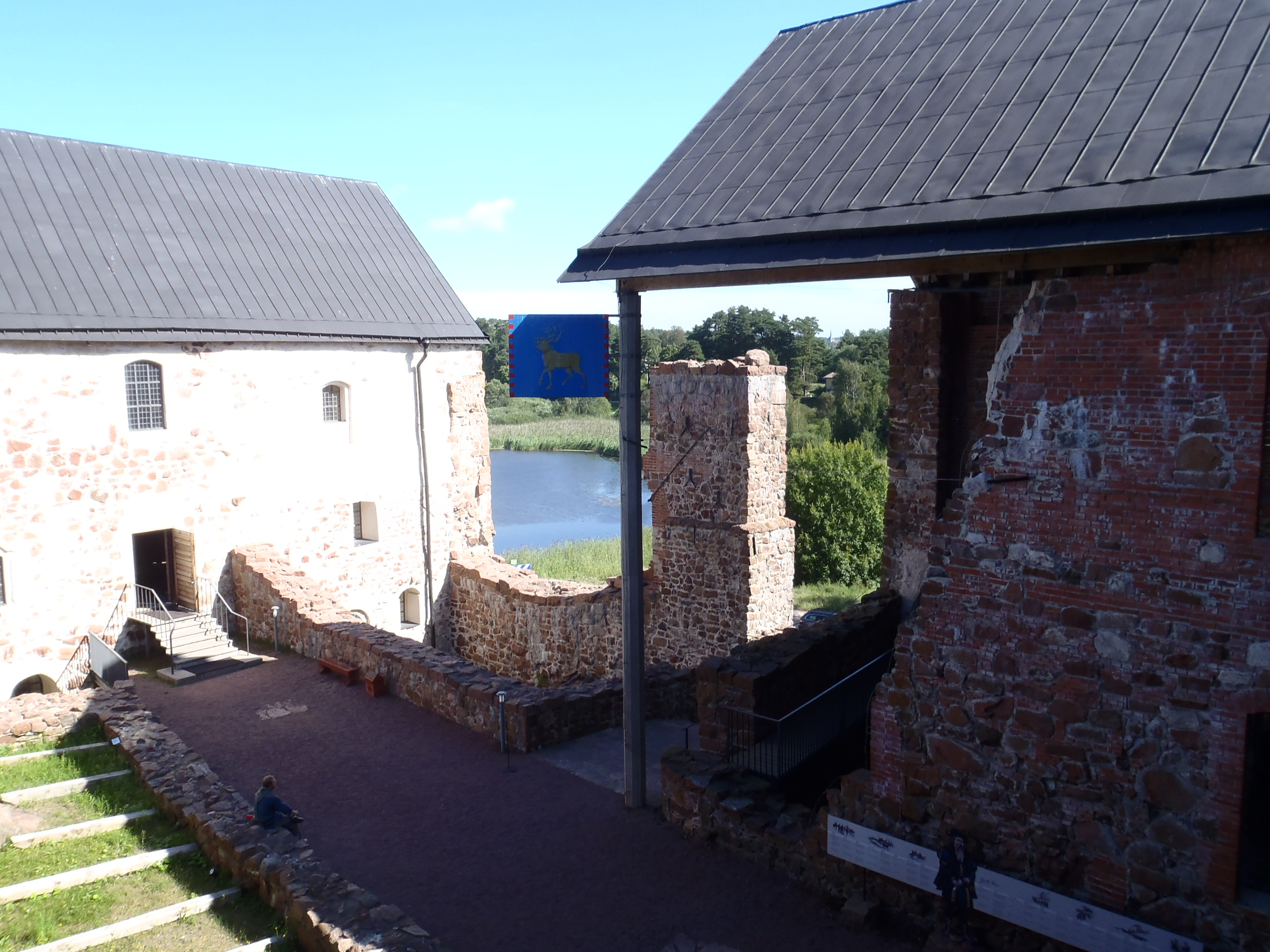
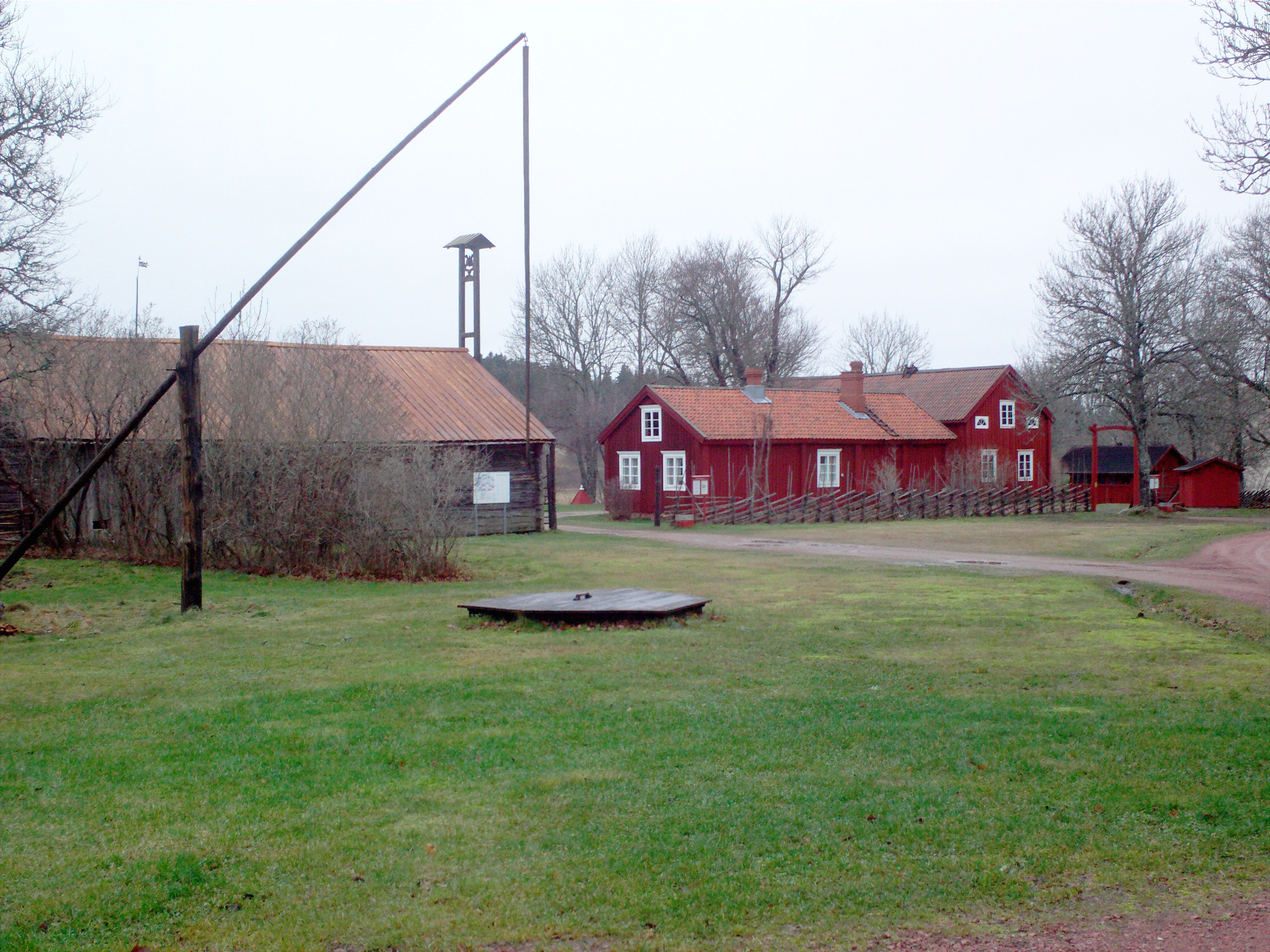
Jan Karlsgården
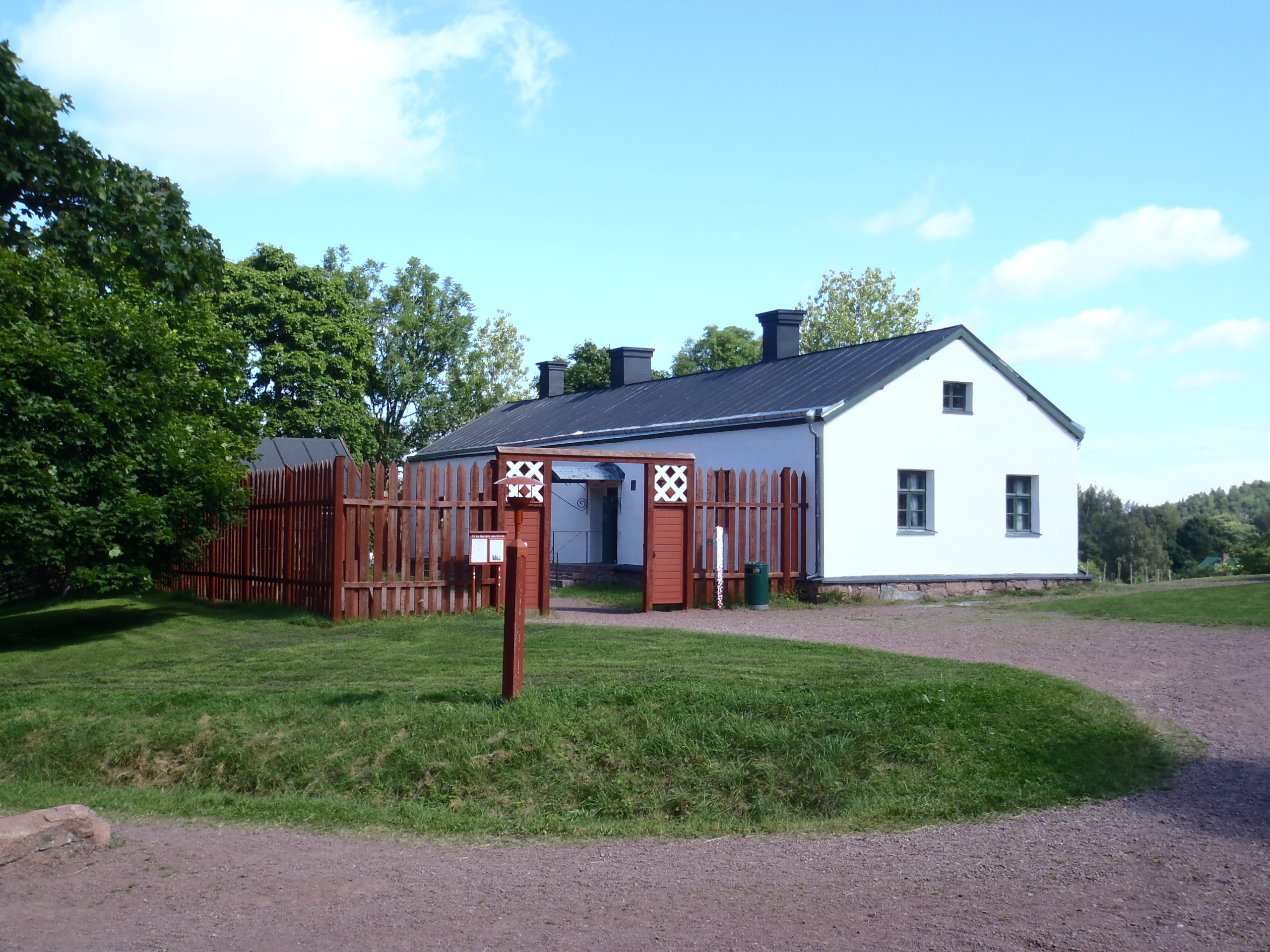
Vita Björn